# Liste der Monuments historiques in Beuil
Die Liste der Monuments historiques in Beuil führt die Monuments historiques in der französischen Gemeinde Beuil auf.

## Liste der Bauwerke
| Bezeichnung                   | Beschreibung                   | Standort                 | Kennzeichnung | Schutzstatus | Datum | Bild           |
| ----------------------------- | ------------------------------ | ------------------------ | ------------- | ------------ | ----- | -------------- |
| Chapelle des Pénitents blancs | Kapelle, erbaut 1710 bzw. 1720 | Place de l’Église (Lage) | PA00080666    | Inscrit      | 1984  | weitere Bilder |